# Мпоса
Мпо́са (англ. Mposa) — традиційна громада у складі дистрикту Мачинга Південного регіону Малаві.
Населення — 36000 осіб (2018).